# 王岐山
王岐山（おう きざん、英語: Wang Qishan、ワン・チーシャン、1948年7月1日 - ）は、中華人民共和国の政治家、経済学者、銀行家。漢族、清華大学経済管理学院顧問委員会名誉委員である。人民銀行副行長（副総裁）、北京市長、国務院副総理（副首相）、第18期党中央政治局常務委員（序列は7人中6位）、党中央規律検査委員会書記、第11代国家副主席を歴任した。姚依林元常務副総理（第一副首相）の娘である姚明珊を妻に持ち、太子党に属する。

## 経歴

### 生い立ちと教育
1948年7月1日に山東省青島市で誕生する。原籍は山西省天鎮県。文化大革命期の1969年1月より陝西省延安市延安県馮荘公社で知識青年として労働に従事。1971年から1973年にかけて陝西省博物館に勤務。陝西省に下放期間、姚依林の娘の姚明珊と出会う。1973年、西安市にある西北大学の歴史学部歴史学専攻に入学。1976年に卒業し、再び陝西省博物館に勤務。1979年より中国社会科学院近代歴史研究所実習研究員として史学研究に従事する。折しも時代は改革開放の幕開けを迎えており、王は経済問題の研究に着手し、関係の論文を執筆発表した。

### 中央政界、金融界へ
1982年に北京に異動となり、党中央書記処農村政策研究室に配属されて国務院農村発展研究センター処長・副局級研究員・連絡室副主任となる。1983年2月に中国共産党に正式に入党した。党中央と国務院の研究機関に職を得た王は、農村問題の専門家として知られるようになる。1986年に党中央書記処農村政策研究室正局長級研究員・国務院農村発展研究センター連絡室主任兼全国農村改革試験区弁公室主任に昇格。その後国務院農村発展研究センター発展研究所所長代理や同所長を務めた。1988年に中国農村信託投資公司総経理（社長）・党委員会書記に就任した。
1989年に中国人民建設銀行副行長（副頭取）・党組成員に移り、以後金融畑を歩む。人民建設銀行副行長在職中の1992年9月から11月にかけて党中央党校省部級幹部研修班で学ぶ。1993年に中央銀行である中国人民銀行の副行長（副総裁）・党組成員となる。翌年中国人民建設銀行行長・党組書記に就任。1995年8月に王は中国初の国際的な投資銀行である中国国際金融有限公司（中金公司）の設立を主導し、中金公司の会長を兼任して国際金融市場から注目された。1996年には中国建設銀行行長・党組書記に就任する。

### 消火隊長
1997年7月1日の香港返還直後にアジア通貨危機が起きると香港経済は大打撃を受け、その後背にある中国で最も対外貿易が多い広東省にも影響は波及した。中国建設銀行改革の実績などから王は、同年9月の第15回党大会で党中央候補委員に選出され、広東省党委員会常務委員として同省に赴任、翌年には広東省常務副省長に就任し、金融を主管して広東国際信託投資公司（GITIC）と粤海の債務処理問題では、王は中央の助けを得ず、香港経済を混乱させずに問題を処理した。
1999年1月10日に王は債務超過の深刻なGITICを破産及び倒産させたが、これは政府の補填で国有金融機関の償還が肩代わりされてきた従来の政策を改め、政府の信用と企業の信用を分離するものだった。一方、国外の集団公司である粤海については香港市場への影響を配慮して債務不履行させ、これに抗議する外国債権者に対して王は「どこにでも訴えるがいい。中国広東省ではそちらに勝ち目はない」と強談判し、2002年12月に外国債権者と粤海の再建で合意し、さらに中国人民銀行から380億元の融資を受けた広東省は金融危機を乗り越えて安定化した。同時期、外国債権者との粘り強い交渉に協力したゴールドマンサックスのCEOだったヘンリー・ポールソン（後のアメリカ合衆国財務長官）と親交を結んだ。
国際金融センターである香港と改革開放のモデルたる広東省の金融危機を収束させた経済手腕を買われた王は、2000年に国務院経済体制改革弁公室主任・党組書記に抜擢され、2002年11月の第16回党大会で党中央委員に昇進。11月23日、海南省党委書記に任命され、同省人民代表大会常務委員会主任を兼任した。
2003年に新型肺炎SARSが蔓延し、北京では患者の隠蔽問題によって当時の市長の孟学農が更迭された。王は北京市に移り、同年4月20日に市党委副書記に就任、4月22日には市長代理を兼任して事態の沈静化に成功した。広東の金融危機とSARS問題を鎮めた王は、「消火隊長」「火消し役」と呼ばれるようになる。
2004年2月に第12期北京市人民代表大会第2回会議において正式に北京市長に選出された。北京市長在職中は、北京市オリンピック組織委員会執行主席として2004年アテネオリンピックの閉会式で当時のジャック・ロゲIOC会長から五輪旗を引き継ぎ、2008年北京オリンピックの準備に当たった。2007年10月の第17回党大会で党中央委員に再選された王は、10月22日に開催された第17期党中央委員会第1回全体会議（第17期1中全会）で党中央政治局委員に選出される。同年11月29日に北京市長兼市党委副書記を退任した。

### 国務院副総理

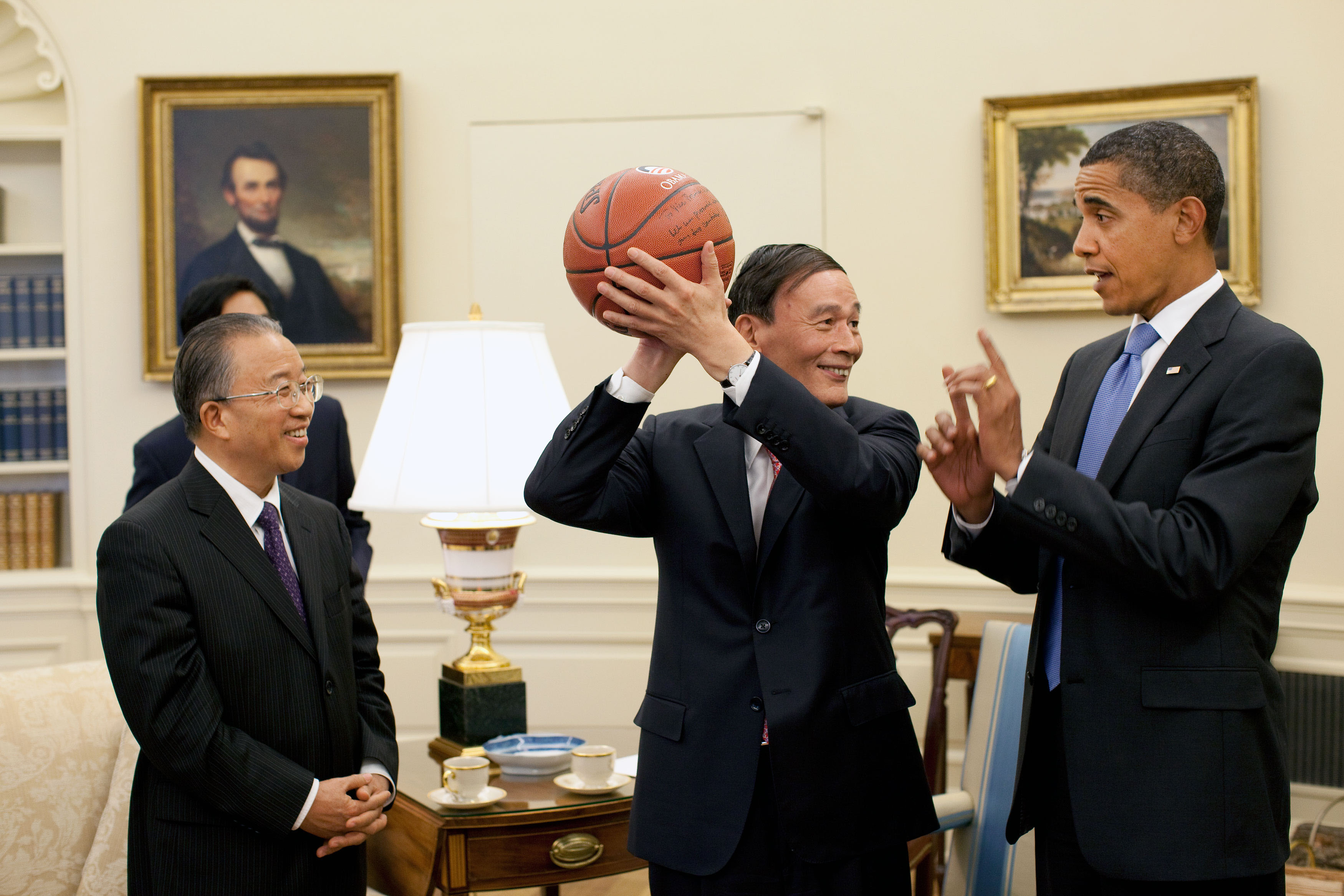
王岐山（中央）とアメリカのバラク・オバマ大統領（右）(2009年)

2008年3月17日に第11期全国人民代表大会第1回会議において国務院副総理と山東省代表（議員）に選出され、商務・金融・市場管理・観光などを担当することとなった。折しも世界恐慌の再来とされる世界金融危機が中国にも打撃を与えていたが、王の主導で中国は金融緩和とともに大規模な財政出動（内需拡大十項措置）による4兆元の景気刺激策を断行し、中国は世界最速のV字回復を遂げ、王とともに米中戦略経済対話の共同議長を務める旧友のヘンリー・ポールソン米財務長官による要請でリーマンショックの景気対策で増発されたアメリカ国債を中国は大量に引受して日本を上回る米国最大の債権国ともなり、当時の世界の国内総生産（GDP）増加の殆どに関連して世界経済を救済したと評された中国はその国際的な影響力を高めた。

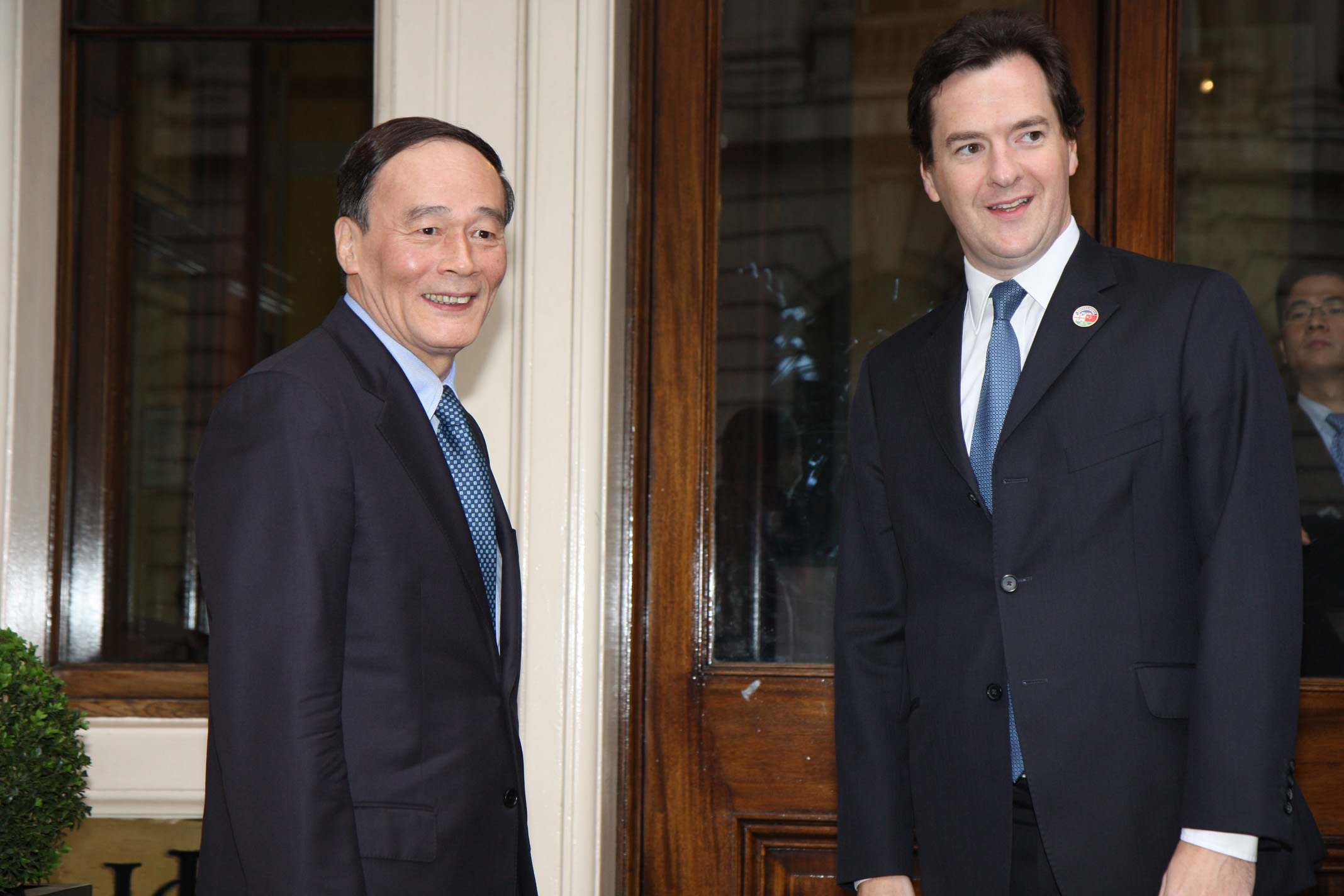
王岐山（左）とイギリスのジョージ・オズボーン財務相（右）(2011年)

アジア金融危機だけでなく、世界金融危機も乗り切った経済手腕が国務院内で高く評価され、王と同じ財政家で温家宝国務院総理の後継者と目されるも危機管理に弱い常務副総理の李克強より総理にふさわしいと言い切る国務院幹部もいたという。元国務院総理の朱鎔基からは「中国共産党随一の経済実務家」と絶賛され、「経済皇帝」と呼ばれた朱鎔基の後継者と待望する向きもあった。ただし、この政策はバブル経済を加速させてバラマキ財政や箱物行政のような無駄な公共投資と地方融資平台による不良債権などの課題も残したと批判する見方もある。
2009年に東京で開催された日中経済ハイレベル対話の共同議長として日本を訪れた。

### 政治局常務委員
2012年11月15日、第18期1中全会で習李体制が発足すると、王は党中央政治局常務委員、党中央規律検査委員会書記に選出され、同じ太子党で陝西幇であるだけでなく、習近平の旧識でもあることから習政権の事実上の「ナンバー2」と見られ、「習王体制」とも呼ばれていた。王は中国からヨーロッパを跨いだモンゴル帝国史に精通する日本の歴史学者である岡田英弘を高く評価するなど史学研究者出身であることからシルクロード経済ベルトを掲げる習近平の歴史観にはかつて陝西省でともに歴史研究に興じた王の影響があるともされる。翌年3月16日、李克強内閣の発足に伴い、国務院副総理を退任。王は党中央規律検査委員会書記に就任して直ちに腐敗官僚の摘発を指揮しているが、汚職の嫌疑により摘発された官僚の大半は江沢民派の人物であった。これについては王が「2017年の第19回党大会で、最高指導部入りする可能性のある胡派の次世代指導者の周辺にターゲットを絞り、調査したのではないか」と指摘する説がある。また、反腐敗名目で権力闘争を繰り広げてきた王の一族にもドイツ銀行の筆頭株主だった海航集団との癒着疑惑が報じられたこともあった。
2017年9月、ドナルド・トランプ政権の有力者だった元アメリカ合衆国首席戦略官・大統領上級顧問のスティーブン・バノンと中南海で90分間に及ぶ密談を行ったことはその去就に憶測を呼んだ。同年10月の中国共産党第十九回全国代表大会と第19期1中全会では、習の慰留があったとされるにもかかわらず、王岐山は68歳を定年とする党の慣例を守って留任しなかったため、政治局常務委員と中央規律検査委員会書記の後任には同じ陝西幇で陝軍の一人とされる趙楽際が選ばれた。しかし、退任後も習近平派の長老として隠然と影響力を保持するとする見方もあった。

### 国家副主席
2018年3月の第13期全国人民代表大会にて習近平総書記の国家主席への全会一致での再選とともに国家副主席に賛成2969票・反対1票で選出された。この時点で党内序列第8位。国家主席とともに国家副主席の任期制限は憲法改正で撤廃されており、習国家主席と王国家副主席による事実上の「習・王終身体制」とも呼ばれた。
2018年5月、外交政策を統括する党中央外事工作委員会委員に選出され、委員会での序列は習近平総書記と李克強総理に次ぐ第3位。王は習近平体制の2期目を外交面で支える役割に徹することとなった。国家副主席就任後の初外遊でロシアとベラルーシを訪問してウラジーミル・プーチン大統領やアレクサンドル・ルカシェンコ大統領と会談した他、訪露していた日本の安倍晋三内閣総理大臣とも会話を交わした。
2018年10月、中華人民共和国指導部では2000年の江沢民以来18年ぶりのイスラエル訪問を行ってベンヤミン・ネタニヤフ首相と会談した。米中貿易戦争でイスラエルは対中半導体輸出を伸ばしており、焦点となっているハイテクの獲得や中国企業の租借したハイファ港を一帯一路の拠点として開発することなどを狙ったとされる。また、ヨルダン川西岸地区のラマッラーも訪れてパレスチナ自治政府のラーミー・ハムダッラー首相とは自由貿易協定交渉の開始で合意した。
2018年11月、世界経済フォーラム（ダボス会議）に対抗して当初は北京で予定されるも米中貿易戦争の影響でシンガポールで行われたマイケル・ブルームバーグ主催のニュー・エコノミー・フォーラムで演説し、中国は米中通商協議継続の用意があるも帝国主義に再び屈することはないと述べ、翌2019年1月にはダボス会議にも出席して経済運営に自信を見せた。しかし、同年7月のメキシコのマルセロ・エブラルド外相との会談で自身の役割を「儀礼的な外交の補佐」と説明しており、米中貿易戦争での対応は王や朱鎔基のような改革派よりも王滬寧（第19期党中央書記処常務書記）が主導しているという見方もある。

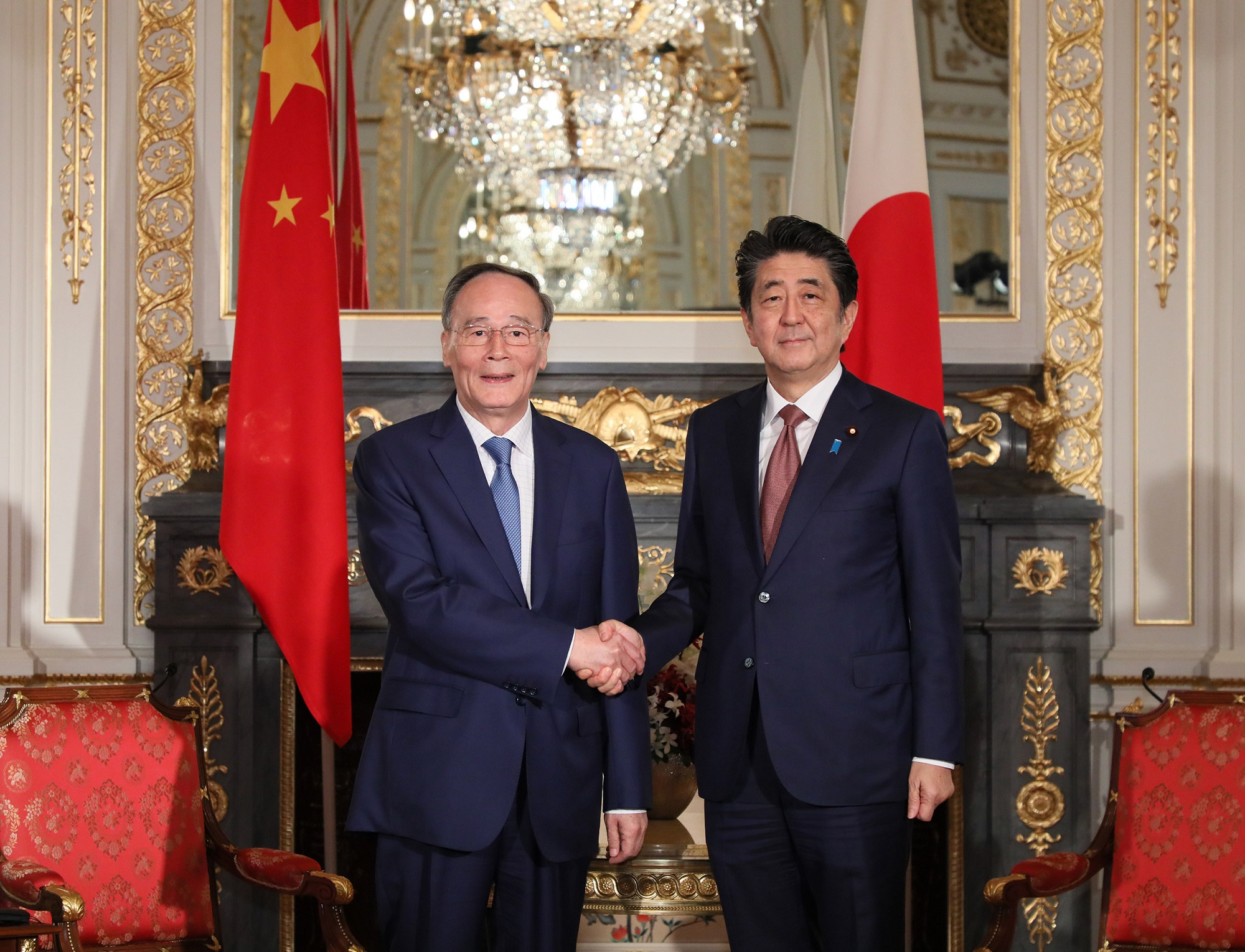
王岐山（左）と日本の安倍晋三首相（右）(2019年10月23日、東京の迎賓館で)

2019年10月、香港特別行政区行政長官林鄭月娥やマカオ特別行政区行政長官崔世安とともに来日して第126代天皇・徳仁の即位の礼に参列し、安倍総理や麻生太郎副総理兼財務大臣、福田康夫元総理らと会談を行い、訪日していたアメリカ合衆国運輸長官イレーン・チャオとも会話を交わした。
2020年頃から習近平体制における王の影響力低下が浮き彫りとなっていく。王の友人で不動産業界の大物とされた任志強が2020年2月、習近平の新型コロナウイルス感染症対策を揶揄する文章を執筆したことで3月に身柄を拘束され党から除名、9月22日に北京市の第2中級人民法院（地裁に相当）より汚職の罪で懲役18年、420万元（約61万9003USドル）の罰金を言い渡された。2021年9月には海航集団（HNAグループ）の理事長でやはり王に近い陳峰が身柄を拘束され、2022年10月現在も陳峰の所在地は明らかにされていない。2022年1月28日、長年の側近である董宏に収賄罪で執行猶予2年付きの死刑判決が下った。
外交面では2022年9月19日にイギリスのロンドンで営まれたエリザベス2世の国葬に習近平の特別代表として出席。同年10月12日から13日にかけてカザフスタンで開催されたアジア相互協力信頼醸成措置会議(CICA)首脳会議に出席したため、新型コロナウイルス感染症対策の隔離期間（10日間）中にあたる同月16日から22日にかけて開催される中国共産党第二十回全国代表大会には出席できない見通しとなり、このことは習近平体制における王の影響力低下を示すものとも解釈されたが、党大会最終日の10月22日の会議には出席した。

## 国家副主席選出時の反対1票
2018年の全人代で国家副主席に選出された際に投じられた反対1票が誰によるものかは不明である。習近平が100％の賛成票を得て国家主席に選出されたため、それより少なくなるように王が自らの国家副主席選出議案に自ら反対票を投じることで習への忠誠心を示したとも、王が反腐敗運動の責任者だったことによる不満票とも、意図的に操作して100％となることが避けられたとも言われる。